# Lyouboten (Chtip)
Lyouboten (en macédonien Љуботен) est un village de l'est de la Macédoine du Nord, situé dans la municipalité de Chtip. Le village comptait 41 habitants en 2002.

## Histoire
Le 15 octobre 1915, massacre de Štip (en) est un massacre de soldats serbes perpétré par les forces paramilitaires de l'Organisation révolutionnaire intérieure macédonienne dans le village. Les soldats serbes malades et blessés, en convalescence à l'hôpital de la ville de Štip, furent arrêtés par les militants macédoniens de l'ORIM avant d'être emmenés dans les environs du village et tués. On estime que 118 à 120 soldats serbes furent exécutés lors de ce massacre.

## Démographie
Lors du recensement de 2002, le village comptait :
- Macédoniens : 41